# Origmatogona jacetanora
Origmatogona jacetanora es una especie de milpiés de la familia Origmatogonidae endémica del noreste de la España peninsular; se encuentra en Cataluña.